# 胡寧縣 (門多薩省)

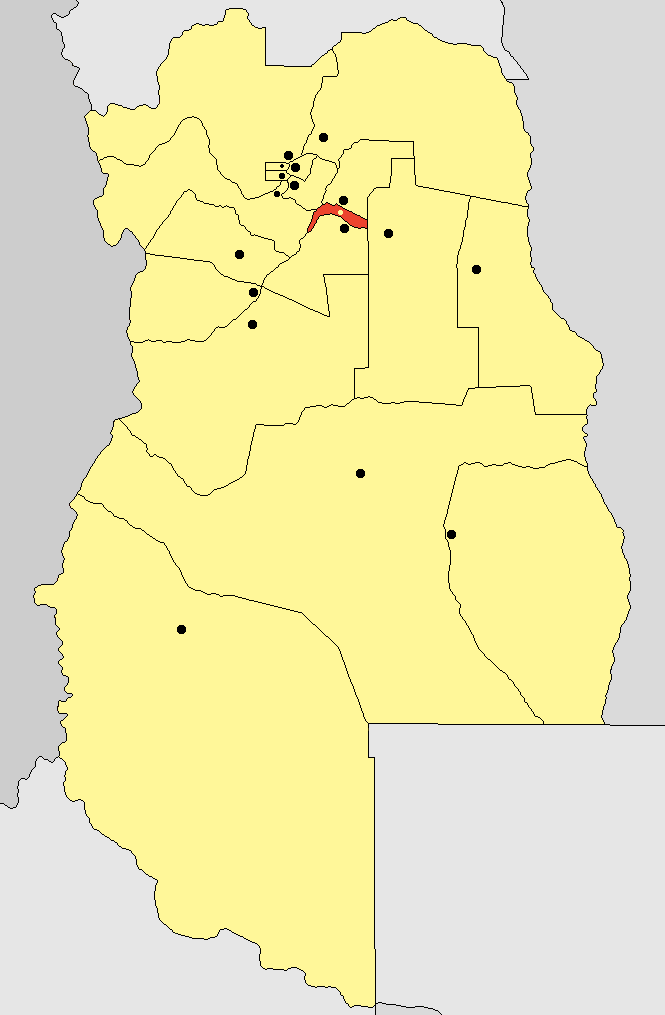

33°15′S 68°43′W / 33.250°S 68.717°W
胡寧縣（西班牙語：Departamento Junín），是阿根廷的縣份，位於該國西部門多薩省，首府設於胡寧，始建於1859年1月18日，面積263平方公里，2001年人口37,859，人口密度每平方公里143.95人。